# 1946年の航空
< 1946年
1945年の航空 - 1946年の航空 - 1947年の航空

## 航空に関する出来事
- 1月1日 - 開港前のロンドン、ヒースロー空港から、ブルティシュ・サウス・アメリカン・エアウェーズのアブロ ランカストリアンが商用機として最初に出発した。

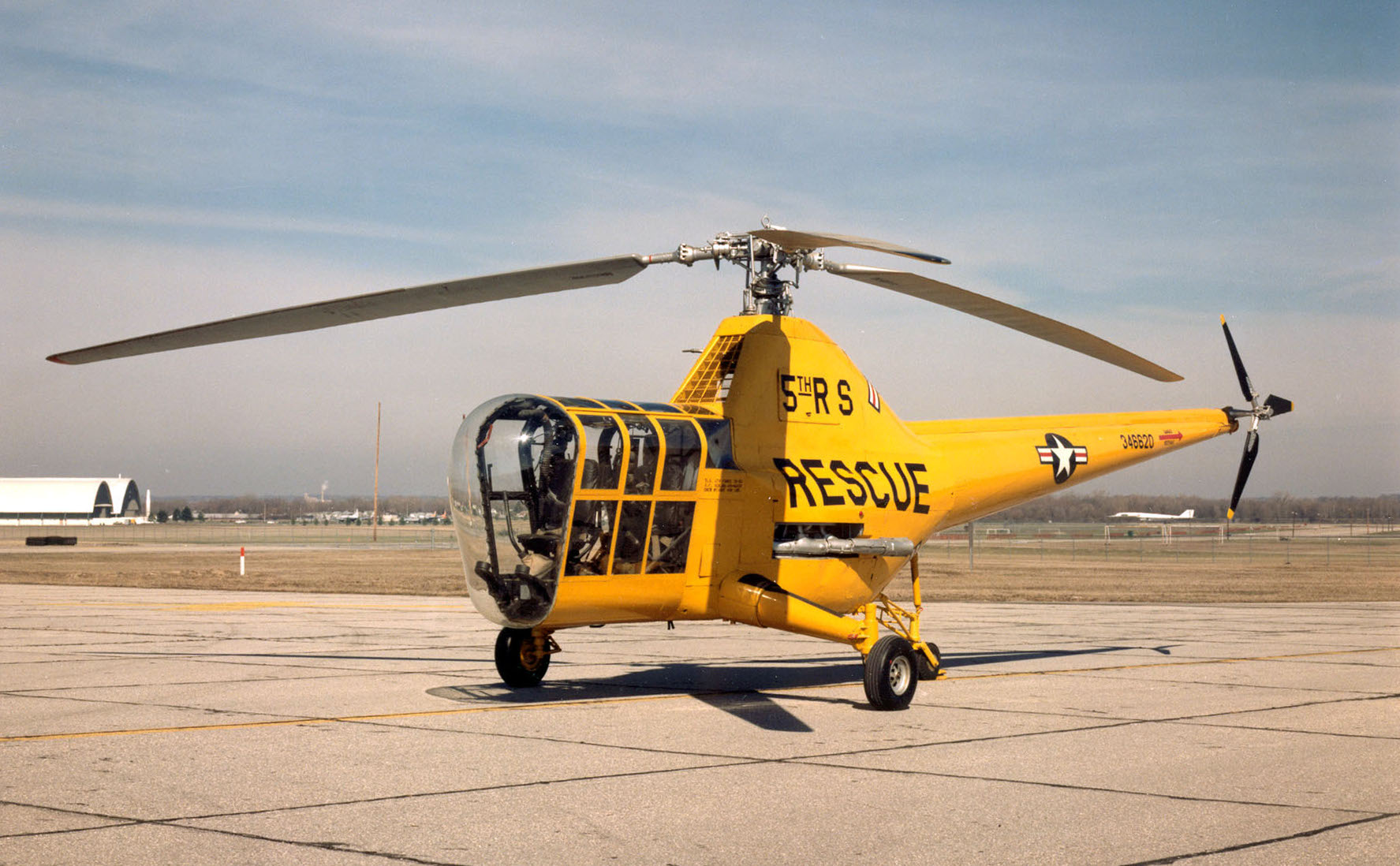
シコルスキー R5

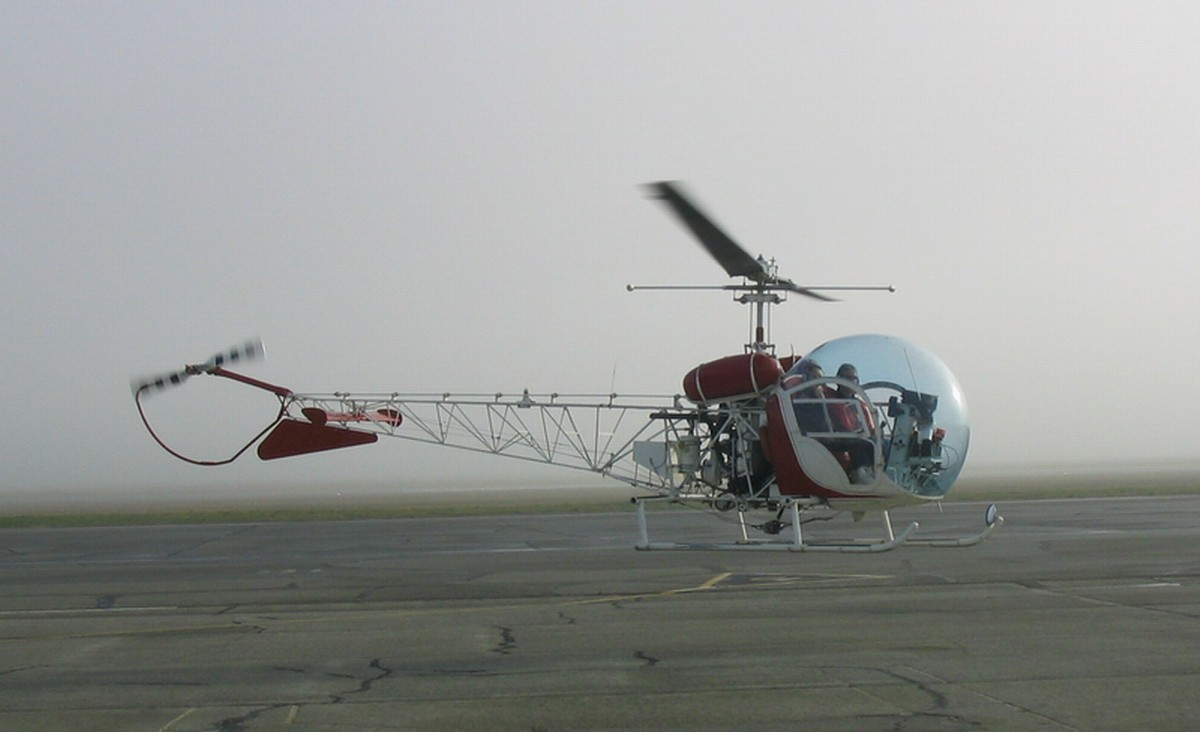
ベル 47G

- 1月10日 - アメリカのヘリコプター、シコルスキー R5が、コネチカット州で非公式のヘリコプターの高度記録6,400 mを作った。
- 1月26日 - ウィリアム・カウンシル(William Councill)が、ロッキード P-80で4時間13分のアメリカ大陸の横断飛行記録を作る。
- 2月6日 - TWA航空が、ニューヨーク - パリ間の国際飛行を行う。
- 3月8日 - ベル 47が、商用ヘリコプターとして最初の型式認定を受ける。
- 4月5日 - アメリカ合衆国の航空機メーカー、ブルースター・エアロノーティカルが倒産した。
- 4月24日 - ソ連最初の実用ジェット機、MiG-9が初飛行した。
- 5月31日 - ロンドン・ヒースロー空港が公式に開港される。
- 6月15日 - アメリカ海軍のアクロバット飛行チーム、ブルーエンジェルスがフロリダ州、ジャクソンビル・クレイグ基地で最初の公開演技を行う。
- 7月1日 - B-29が、ビキニ環礁に原子爆弾を投下する実験を行う。
- 7月21日 - マクドナルド XFD-1が、空母フランクリン D ルーズベルトに着陸し、航空母艦に着艦した最初の純ジェット機となった。
- 7月26日 - トランス・パシフィック航空 (Trans Pacific Airlines)が運航開始した。まもなく、アロハ航空とニックネームで呼ばれるようになり、後に社名も変更された。
- 8月1日 - イギリスの国営航空会社、英国欧州航空が設立された。
- 9月7日 - イギリス空軍のグロスター ミーティアが、E.M. ドナルドソンの操縦で990.79 km/hの速度記録を樹立した。
- 9月16日 - イタリアの航空会社、アリタリア航空が設立される。
- 9月19日 - ポルトガルの航空会社、Transportes Aereos Portugueses (TAP) が設立される。
- 9月27日 - イギリスで音速突破を目指した、デ・ハビランド DH.108が空中分解し、ジェフリー・デハビランドが事故死した。
- 9月29日 - アメリカ海軍のロッキード P2Vが、18,082 kmの長距離飛行記録をつくる。
- 11月23日 - ジェットエンジン、ロールス・ロイス ニーンを搭載するように改造されたアブロ ランカストリアンが、ロンドン - パリ間を41分間で飛び、最初のジェット機による国際旅客飛行とされる。

## 1946年に初飛行した機体の画像

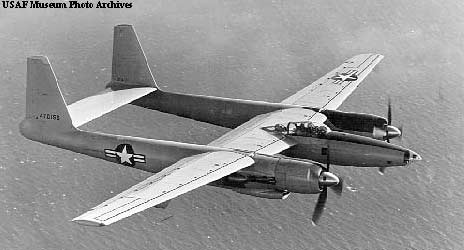
ヒューズ XF-11 （7月7日）
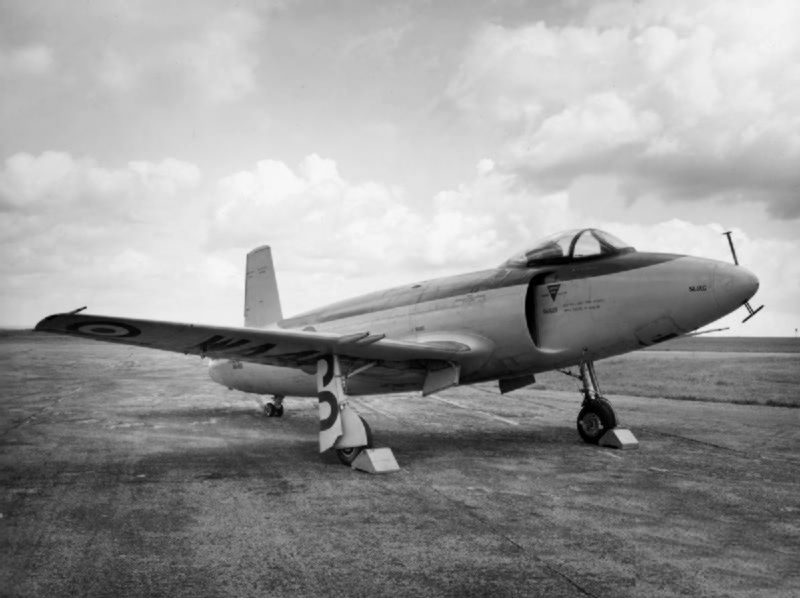
スーパーマリン アタッカー （7月27日）
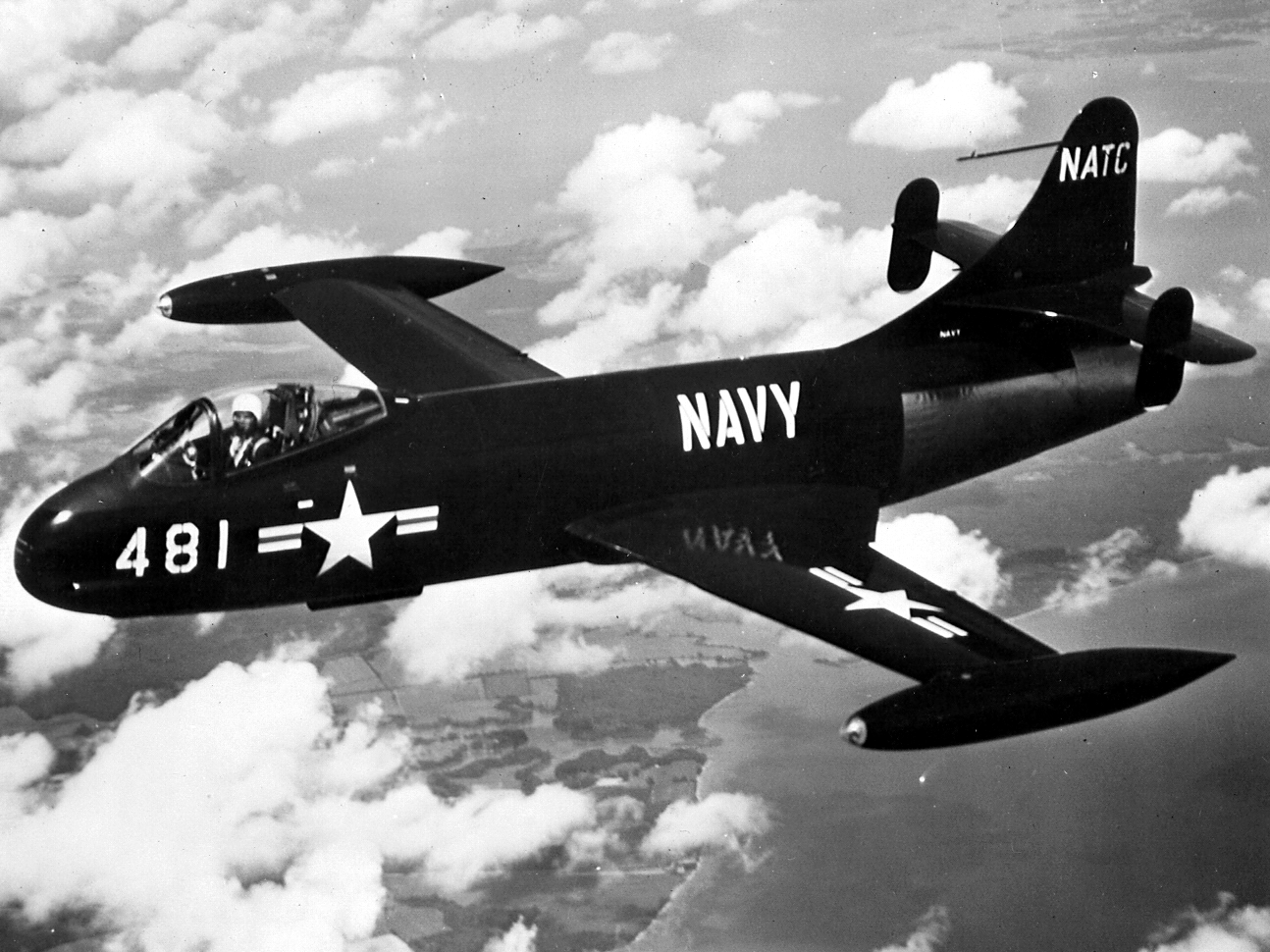
F6U （10月2日）
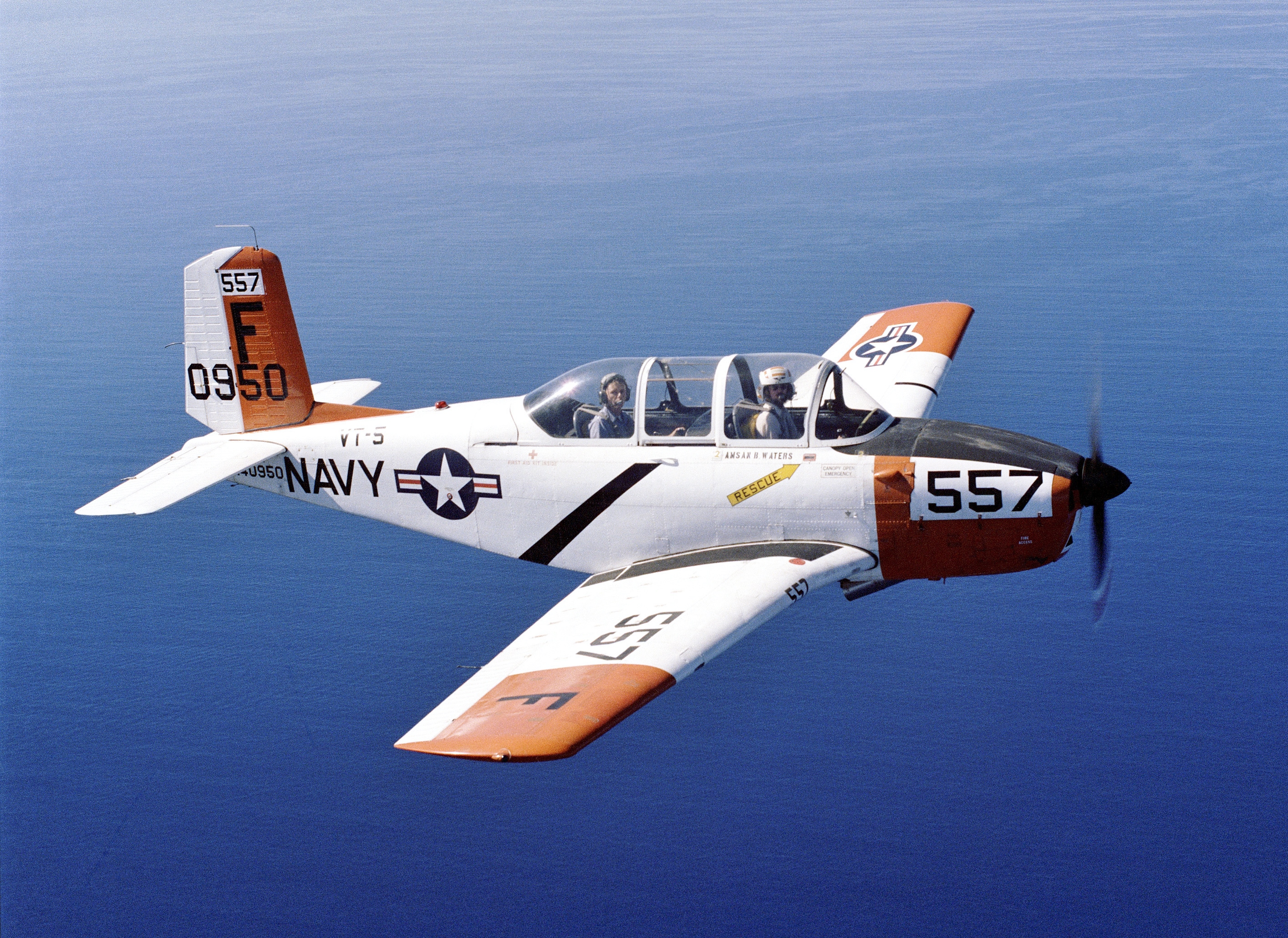
T-34 （12月2日）

## 航空に関する賞の受賞者
- ハーモン・トロフィー： 
  - ナショナル・トロフィー：ジュアン・トリップ
- FAI・ゴールド・エア・メダル：イーゴリ・シコールスキイ